# Dialekt śląski języka niemieckiego

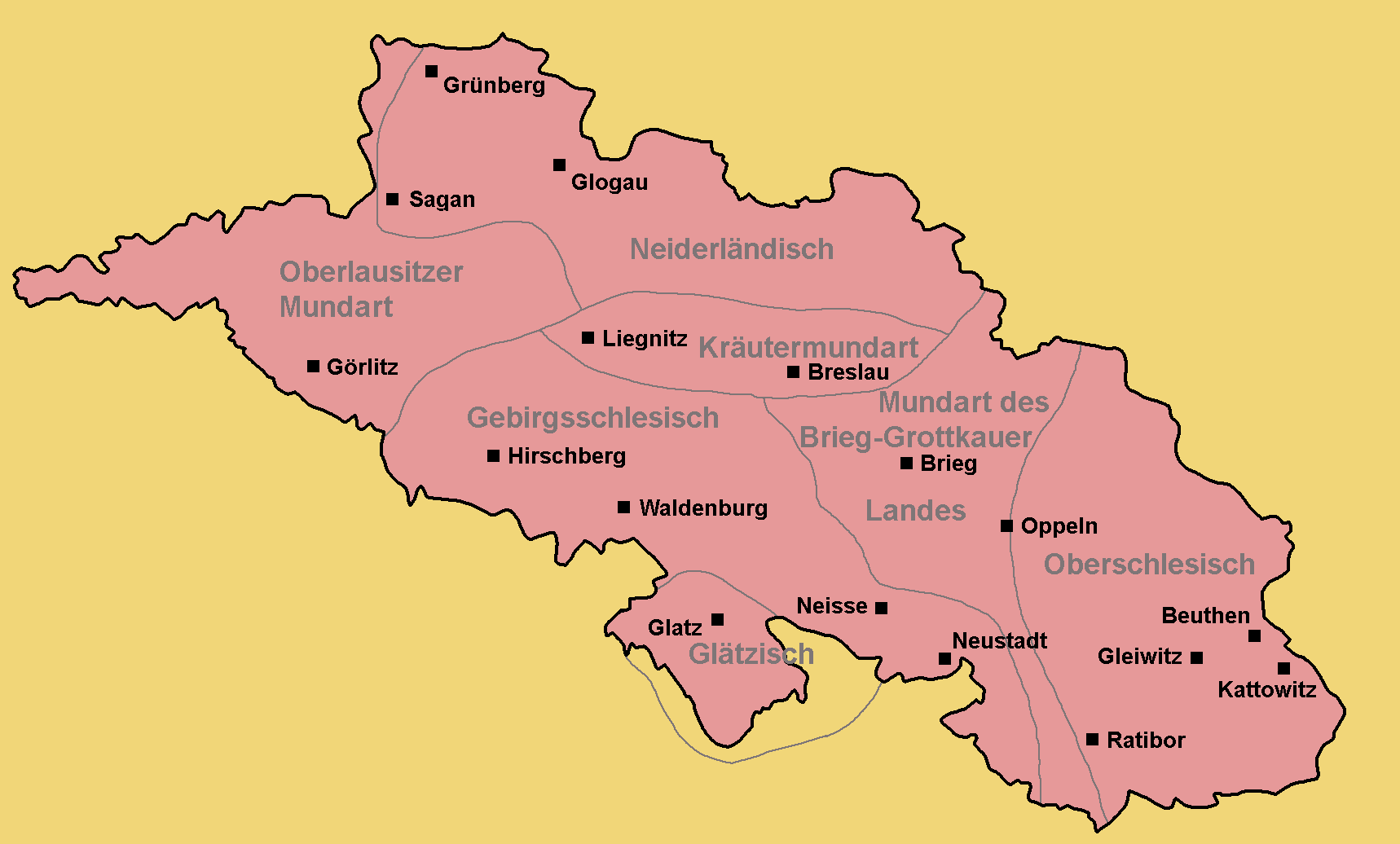
Zasięg niemieckich dialektów prowincji dolnośląskiej i górnośląskiej

Dialekt śląski języka niemieckiego albo język śląski (śl-niem. Schläsche Sproache, niem. Schlesisch albo Schlesische Sprache) – zespół gwar, którymi posługiwało się do 1945 roku ok. 7 mln mieszkańców Śląska (głównie Dolnego) i graniczącej z nim sudeckiej części Kraju Sudetów. Przez organizację SIL International dialekt śląski uważany jest za odrębny od języka niemieckiego: „język dolnośląski”, nie jest to jednak nazwa geograficznie precyzyjna, gdyż etnolekt ten obejmował również obszary należące do Górnego Śląska.

## Grupy gwarowe
Do śląskiego dialektu języka niemieckiego zalicza się następujące grupy gwarowe:
- na Śląsku
  - Niederländisch (północny Dolny Śląsk, Zielona Góra, Głogów, Wschowa)
  - Kräutermundart (środkowy i środkowo-wschodni Dolny Śląsk, od Chojnowa do Oławy i Oleśnicy)
    - Breslauische Mundart (gwara wrocławska)

  - Gebirgsschlesisch (Sudety bez ziemi kłodzkiej, Jelenia Góra, Wałbrzych, Nysa, Prudnik)
  - Brieg-Grottkauer Mundart (rejon Brzeg, Grodków)
  - Oberschlesisch (Górny Śląsk)
- poza terenem Śląska
  - Glätzisch (ziemia kłodzka), w tym:
    - Nordglätzisch (Niederdörfisch) – kłodzki północny/dolny
    - Südglätzisch (Oberdörfisch) – kłodzki południowy/górny

  - Schlesisch-Nordböhmisch – dialekt części Niemców sudeckich zamieszkujących czeskie Sudety od Broumova do Frýdlantu

## Słownictwo
Leksyka dialektu Schlesisch wykazuje sporo podobieństw z niemieckimi dialektami środkowo- i południowo-zachodnimi, zawiera ponadto zapożyczenia z języków zachodniosłowiańskich (głównie z polskiego i czeskiego). W dialekcie tym tworzyli m.in.: Andreas Gryphius, Robert Rößler, Karl Eduard von Holtei i Gerhart Hauptmann.
Porównanie dialektów śląskich języka niemieckiego i języka polskiego (przykłady)
Dialekty śląskie języków niemieckiego i polskiego, poza zapożyczeniami leksykalnymi, mają ze sobą niewiele wspólnego. Pierwszy jest dialektem germańskim, drugi dialektem słowiańskim. Poniższa tabela przedstawia kilka przykładów słów obu dialektów oraz ich odpowiedniki w standardowych językach niemieckim i polskim.
| Język ogólnoniemiecki                 | Dialekt śląski języka niemieckiego | Dialekt śląski języka polskiego | Język ogólnopolski  |
| ------------------------------------- | ---------------------------------- | ------------------------------- | ------------------- |
| Hundsfott (ungezogener Junge), Räuber | Jungaohs                           | huncwot, rojber                 | łobuz, huncwot      |
| auf dem Eis ausrutschen               | kascheln                           | klojzdnonć                      | pośliznąć się       |
| (großer) Topf, Kessel                 | Kastrull                           | kastrol                         | rondel              |
| Nudelholz                             | Nudelkulle                         | nudelkula                       | wałek do ciasta     |
| Hocker                                | Stockel                            | hoker                           | taboret             |
| Fußbank                               | Ritsche                            | ryczka                          | taborecik, podnóżek |
| rumwühlen, schnuppern                 | rumurbern                          | rumplować, sznupać              | myszkować           |